# Celenza Valfortore
Celenza Valfortore község (comune) Olaszország Puglia régiójában, Foggia megyében.

## Fekvése
A Dauniai-szubappenninekben fekszik, Foggiától nyugatra.

## Története
A hagyományok szerint a települést Diomédész trák király alapította Celenna néven. Az egykori görög települést a rómaiak pusztították el i.e. 275-ben a pürrhoszi háborúk idején. Az elmenekült lakosok az egykori város közelében fekvő dombon új települést alapítottak Celentia ad Valvam néven. A középkor során Celentia in Capitranata néven volt ismert. Hűbéri birtok volt. Legjelentősebb urai a pisai Gambacorta-családból származtak (15-16. század). A 16. században változott meg neve Celenza Valfortoréra

## Népessége
A lakosság számának alakulása:

## Főbb látnivalói
- Palazzo Baronale - a Gambacorta-család egykori palotája.